# Parsów
Parsów (tuż po wojnie Parszewo, niem. Wartenberg) – wieś w Polsce położona w województwie zachodniopomorskim, w powiecie pyrzyckim, w gminie Bielice.
W latach 1975–1998 miejscowość administracyjnie należała do województwa szczecińskiego.
Osada o starej metryce, miejsce osadnictwa rolniczego Pyrzyczan, pierwsza wzmianka w XIII w. We wsi kościół gotycki z XIII w. Pomiędzy wsią a jeziorem zachowane wały słowiańskiego grodziska.
Na granicy wsi z Bielicami był przystanek kolejowy Parsów.